# 蔡珪
蔡珪（?—?），字正甫。真定（今河北省正定县）人。
蔡松年之子。七歲能诗。海陵王天德三年进士。歷官澄州军事判官，三河主簿。知制诰，改户部员外郎兼太常丞、礼部郎中。元好問評價其文是“正傳之宗”。 著有《续欧阳文忠公集録金石遗文》六十巻、《古器类编》三十巻、《补南北史志书》六十巻、《水经补亡》四十篇、《晋阳志》十二巻、《金石遗文跋尾》一十巻、《燕王墓辨》一巻。
蔡珪辩博多才，通文物考古，在编类删定金代制度上做出了贡献。